# Марка Германской Юго-Западной Африки
Марка Германской Юго-Западной Африки — денежные знаки, выпускавшиеся администрацией Германской Юго-Западной Африки и Виндхукской Торговой палатой.
С 1884 по 1915 год валютой Германской Юго-Западной Африки была германская марка.
В начале Первой мировой войны был разрешен выпуск бумажных денег (Kassenshein) номиналом в 5, 10, 20, 50 и 100 марок. Хотя при оккупации Южной Африкой в 1915 году марка была официально заменена на южноафриканский фунт, виндхукская Торговая Палата выпускала с 1916 до 1918 год Gutschein, номинированные в пфеннигах и марках.